# Élisabeth Grousselle
Élisabeth Grousselle (* 6. Februar 1973 in Bourg-la-Reine) ist eine ehemalige französische Leichtathletin, die im Mittelstreckenlauf antrat und sich auf die 800 Meter spezialisiert hatte. Ihren größten Erfolg feierte sie mit dem Gewinn der Bronzemedaille über 800 Meter bei den Halleneuropameisterschaften 2002 in Wien.

## Sportliche Laufbahn
Erste internationale Erfahrungen sammelte Élisabeth Grousselle im Jahr 2000, als sie bei den Halleneuropameisterschaften in Gent mit 2:04,97 min in der ersten Runde über 800 Meter ausschied. 2002 gewann sie bei den Halleneuropameisterschaften in Wien in 2:01,46 min die Bronzemedaille hinter der Slowenin Jolanda Čeplak und Stephanie Graf aus Österreich. Im August schied sie dann bei den Freiluft-Europameisterschaften in München mit 2:04,07 min im Vorlauf aus. 2004 nahm sie an den Olympischen Sommerspielen in Athen teil und schied dort mit 2:00,21 min im Halbfinale aus, ehe sie beim IAAF World Athletics Final in Monaco in 2:02,99 min den fünften Platz belegte. Im Jahr darauf gewann sie bei den Mittelmeerspielen in Almería in 2:02,47 min die Silbermedaille hinter ihrer Landsfrau Laetitia Valdonado und sicherte sich mit der französischen 4-mal-400-Meter-Staffel in 3:31,86 min die Silbermedaille hinter dem spanischen Team. 2006 belegte sie bei den Hallenweltmeisterschaften in Moskau in 2:00,74 min den vierten Platz über 800 Meter und kam im Sommer bei den Europameisterschaften in Göteborg im Semifinale nicht ins Ziel. 2007 beendete sie dann ihre aktive sportliche Karriere im Alter von 34 Jahren.
2004 wurde Grousselle französische Meisterin im 800-Meter-Lauf im Freien sowie 2000 und 2002 in der Halle.

## Persönliche Bestleistungen
- 800 Meter: 1:59,46 min, 21. Juli 2004 in Saint-Maur-des-Fossés
  - 800 Meter (Halle): 2:00,42 min, 11. März 2006 in Moskau (französischer Rekord)